# Kerokko Demetan
Квакун Дэмэтан (Храбрый лягушонок) (яп. けろっこデメタン Кэрокко Дэмэтан) — японский аниме-сериал, выпущенный студией Tatsunoko Productions. Транслировался по телеканалу Fuji Television с 2 января по 25 сентября 1973 года. Всего выпущено 39 серий аниме. Сериал дублирован на английском, корейском, французском, арабском, итальянском языке, а также транслировался на территории Франции, Испании, Италии и Нидерландах.

## Сюжет
Сюжет разворачивается вокруг молодого лягушонка Дэмэтана, который живёт со своими родителями (Амэтаро и Амако) из низшего сословия в радужном водоёме. Он влюбляется девушку-лягушонка по имени Ранатан из богатой семьи, её же отец является хозяином радужного водоёма и соответственно категорически против того, чтобы его дочь встречалась с «отбросом». Несмотря на сословные неравенства, это не мешает их сильной любви. Дэмэтана и Ранатан ждут различные преграды на их пути и приключения.

## Роли озвучивали
- Юко Хисамацу — Дэмэтан
- Мари Окамото — Ранатан
- Хироси Отакэ — Ибоёси
- Коити Китамура — Амэтаро
- Косэй Томита — Гята
- Миёко Сёдзи — Амако
- Сюн Ясиро — Кяру
- Ясуо Танака — Дзари
- Харуко Китахама — голос за кадром